# 16e étape du Tour de France 1999
Pour un article plus général, voir Tour de France 1999.
La 16e étape du Tour de France 1999 s'est déroulée le mercredi 21 juillet 1999. Elle partait de Lannemezan pour arriver à Pau.

## Parcours
L'étape enchaîne le col d'Aspin (1re catégorie), le col du Tourmalet (hors catégorie), le col du Soulor (1re catégorie), le col d'Aubisque (1re catégorie) avant que l'arrivée ne soit jugée à Pau.

## Classement de l'étape
| \| Classement de l'étape \| Classement de l'étape \| Classement de l'étape \| Classement de l'étape \| Classement de l'étape \| \| Coureur \| Coureur \| Pays \| Équipe \| Temps \| \| --------------------- \| ------------------------ \| --------------------- \| -------------------------------- \| --------------------- \| \| 1er \| David Etxebarria \| Espagne \| ONCE-Deutsche Bank \| 5 h 17 min 07 s \| \| 2e \| Carlos Alberto Contreras \| Colombie \| Kelme-Costa Blanca \| + 0 s \| \| 3e \| Alberto Elli \| Italie \| Deutsche Telekom \| + 0 s \| \| 4e \| Alexandre Vinokourov \| Kazakhstan \| Casino \| + 0 s \| \| 5e \| José Luis Arrieta \| Espagne \| Banesto \| + 0 s \| \| 6e \| Marcos Serrano \| Espagne \| ONCE-Deutsche Bank \| + 5 s \| \| 7e \| Wladimir Belli \| Italie \| Festina-Lotus \| + 21 s \| \| 8e \| Pavel Tonkov \| Russie \| Mapei-Quick Step \| + 21 s \| \| 9e \| Francisco Tomás García \| Espagne \| Vitalicio Seguros-Grupo Generali \| + 21 s \| \| 10e \| Alex Zülle \| Suisse \| Banesto \| + 21 s \| |                          |            |                                  |                 |
| |                          |            |                                  |                 |
| |                          |            |                                  |                 |
| Classement de l'étape |                          |            |                                  |                 |
| Coureur | Coureur                  | Pays       | Équipe                           | Temps           |
| 1er | David Etxebarria         | Espagne    | ONCE-Deutsche Bank               | 5 h 17 min 07 s |
| 2e | Carlos Alberto Contreras | Colombie   | Kelme-Costa Blanca               | + 0 s           |
| 3e | Alberto Elli             | Italie     | Deutsche Telekom                 | + 0 s           |
| 4e | Alexandre Vinokourov     | Kazakhstan | Casino                           | + 0 s           |
| 5e | José Luis Arrieta        | Espagne    | Banesto                          | + 0 s           |
| 6e | Marcos Serrano           | Espagne    | ONCE-Deutsche Bank               | + 5 s           |
| 7e | Wladimir Belli           | Italie     | Festina-Lotus                    | + 21 s          |
| 8e | Pavel Tonkov             | Russie     | Mapei-Quick Step                 | + 21 s          |
| 9e | Francisco Tomás García   | Espagne    | Vitalicio Seguros-Grupo Generali | + 21 s          |
| 10e | Alex Zülle               | Suisse     | Banesto                          | + 21 s          |

## Classement général
Après cette dernière étape de montagne, l'Américain Lance Armstrong (US Postal Service) conserve son maillot jaune. Le leader du classement général devance toujours l'Espagnol Fernando Escartin (Kelme-Costa Blanca) et le Suisse Alex Zülle (Banesto), les deux seuls concurrents du top 10 avec l'Italien Wladimir Belli (Festina-Lotus) qui terminent avec lui cette étape. L'ensemble du reste termine à près de deux minutes de ce groupe, mais les positions restent figées dans l'ordre du classement.
| \| Classement général \| Classement général \| Classement général \| Classement général \| Classement général \| \| Coureur \| Coureur \| Pays \| Équipe \| Temps \| \| ------------------ \| ------------------ \| ------------------ \| -------------------------------- \| ------------------ \| \| 1er \| Lance Armstrong \| États-Unis \| US Postal Service \| DQ \| \| 2e \| Fernando Escartín \| Espagne \| Kelme-Costa Blanca \| + 6 min 15 s \| \| 3e \| Alex Zülle \| Suisse \| Banesto \| + 7 min 28 s \| \| 4e \| Laurent Dufaux \| Suisse \| Saeco-Cannondale \| + 10 min 30 s \| \| 5e \| Richard Virenque \| France \| Polti \| + 11 min 40 s \| \| 6e \| Daniele Nardello \| Italie \| Mapei-Quick Step \| + 13 min 27 s \| \| 7e \| Ángel Casero \| Espagne \| Vitalicio Seguros-Grupo Generali \| + 13 min 34 s \| \| 8e \| Abraham Olano \| Espagne \| ONCE-Deutsche Bank \| + 14 min 29 s \| \| 9e \| Wladimir Belli \| Italie \| Festina-Lotus \| + 15 min 14 s \| \| 10e \| Kurt Van de Wouwer \| Belgique \| Lotto-Mobistar \| + 18 min 35 s \| |                    |            |                                  |               |
| |                    |            |                                  |               |
| |                    |            |                                  |               |
| Classement général |                    |            |                                  |               |
| Coureur | Coureur            | Pays       | Équipe                           | Temps         |
| 1er | Lance Armstrong    | États-Unis | US Postal Service                | DQ            |
| 2e | Fernando Escartín  | Espagne    | Kelme-Costa Blanca               | + 6 min 15 s  |
| 3e | Alex Zülle         | Suisse     | Banesto                          | + 7 min 28 s  |
| 4e | Laurent Dufaux     | Suisse     | Saeco-Cannondale                 | + 10 min 30 s |
| 5e | Richard Virenque   | France     | Polti                            | + 11 min 40 s |
| 6e | Daniele Nardello   | Italie     | Mapei-Quick Step                 | + 13 min 27 s |
| 7e | Ángel Casero       | Espagne    | Vitalicio Seguros-Grupo Generali | + 13 min 34 s |
| 8e | Abraham Olano      | Espagne    | ONCE-Deutsche Bank               | + 14 min 29 s |
| 9e | Wladimir Belli     | Italie     | Festina-Lotus                    | + 15 min 14 s |
| 10e | Kurt Van de Wouwer | Belgique   | Lotto-Mobistar                   | + 18 min 35 s |

## Classements annexes
| Classement par points | Classement par points | Classement par points | Classement par points | Classement par points |
| Coureur               | Coureur               | Pays                  | Équipe                | Points                |
| --------------------- | --------------------- | --------------------- | --------------------- | --------------------- |
| 1er                   | Erik Zabel            | Allemagne             | Deutsche Telekom      | 244 pts               |
| 2e                    | Stuart O'Grady        | Australie             | Crédit Agricole       | 232 pts               |
| 3e                    | Christophe Capelle    | France                | BigMat-Auber 93       | 158 pts               |
| 4e                    | François Simon        | France                | Crédit Agricole       | 142 pts               |
| 5e                    | George Hincapie       | États-Unis            | US Postal Service     | 139 pts               |

| Classement par points | Classement par points | Classement par points | Classement par points | Classement par points |
| Coureur               | Coureur               | Pays                  | Équipe                | Points                |
| --------------------- | --------------------- | --------------------- | --------------------- | --------------------- |
| 1er                   | Erik Zabel            | Allemagne             | Deutsche Telekom      | 244 pts               |
| 2e                    | Stuart O'Grady        | Australie             | Crédit Agricole       | 232 pts               |
| 3e                    | Christophe Capelle    | France                | BigMat-Auber 93       | 158 pts               |
| 4e                    | François Simon        | France                | Crédit Agricole       | 142 pts               |
| 5e                    | George Hincapie       | États-Unis            | US Postal Service     | 139 pts               |

| Classement de la montagne | Classement de la montagne | Classement de la montagne | Classement de la montagne | Classement de la montagne |
| Coureur                   | Coureur                   | Pays                      | Équipe                    | Points                    |
| ------------------------- | ------------------------- | ------------------------- | ------------------------- | ------------------------- |
| 1er                       | Richard Virenque          | France                    | Polti                     | 273 pts                   |
| 2e                        | Alberto Elli              | Italie                    | Deutsche Telekom          | 226 pts                   |
| 3e                        | Mariano Piccoli           | Italie                    | Lampre-Daikin             | 198 pts                   |
| 4e                        | Fernando Escartín         | Espagne                   | Kelme-Costa Blanca        | 194 pts                   |
| 5e                        | Lance Armstrong           | États-Unis                | US Postal Service         | DQ                        |

| Classement de la montagne | Classement de la montagne | Classement de la montagne | Classement de la montagne | Classement de la montagne |
| Coureur                   | Coureur                   | Pays                      | Équipe                    | Points                    |
| ------------------------- | ------------------------- | ------------------------- | ------------------------- | ------------------------- |
| 1er                       | Richard Virenque          | France                    | Polti                     | 273 pts                   |
| 2e                        | Alberto Elli              | Italie                    | Deutsche Telekom          | 226 pts                   |
| 3e                        | Mariano Piccoli           | Italie                    | Lampre-Daikin             | 198 pts                   |
| 4e                        | Fernando Escartín         | Espagne                   | Kelme-Costa Blanca        | 194 pts                   |
| 5e                        | Lance Armstrong           | États-Unis                | US Postal Service         | DQ                        |

| Classement du meilleur jeune | Classement du meilleur jeune | Classement du meilleur jeune | Classement du meilleur jeune     | Classement du meilleur jeune |
| Coureur                      | Coureur                      | Pays                         | Équipe                           | Temps                        |
| ---------------------------- | ---------------------------- | ---------------------------- | -------------------------------- | ---------------------------- |
| 1er                          | Benoît Salmon                | France                       | Casino                           | 78 h 25 min 48 s             |
| 2e                           | Mario Aerts                  | Belgique                     | Lotto-Mobistar                   | + 9 min 41 s                 |
| 3e                           | Francisco Tomás García       | Espagne                      | Vitalicio Seguros-Grupo Generali | + 15 min 51 s                |
| 4e                           | Francisco Mancebo            | Espagne                      | Banesto                          | + 22 min 01 s                |
| 5e                           | Luis Pérez Rodríguez         | Espagne                      | ONCE-Deutsche Bank               | + 25 min 05 s                |

| Classement du meilleur jeune | Classement du meilleur jeune | Classement du meilleur jeune | Classement du meilleur jeune     | Classement du meilleur jeune |
| Coureur                      | Coureur                      | Pays                         | Équipe                           | Temps                        |
| ---------------------------- | ---------------------------- | ---------------------------- | -------------------------------- | ---------------------------- |
| 1er                          | Benoît Salmon                | France                       | Casino                           | 78 h 25 min 48 s             |
| 2e                           | Mario Aerts                  | Belgique                     | Lotto-Mobistar                   | + 9 min 41 s                 |
| 3e                           | Francisco Tomás García       | Espagne                      | Vitalicio Seguros-Grupo Generali | + 15 min 51 s                |
| 4e                           | Francisco Mancebo            | Espagne                      | Banesto                          | + 22 min 01 s                |
| 5e                           | Luis Pérez Rodríguez         | Espagne                      | ONCE-Deutsche Bank               | + 25 min 05 s                |

| Classement par équipes | Classement par équipes | Classement par équipes | Classement par équipes |
| Équipe                 | Équipe                 | Pays                   | Temps                  |
| ---------------------- | ---------------------- | ---------------------- | ---------------------- |
| 1re                    | Banesto                | Espagne                | 234 h 31 min 02 s      |
| 2e                     | ONCE-Deutsche Bank     | Espagne                | + 6 min 11 s           |
| 3e                     | Festina-Lotus          | France                 | + 13 min 17 s          |
| 4e                     | Mapei-Quick Step       | Belgique               | + 13 min 31 s          |
| 5e                     | Kelme-Costa Blanca     | Espagne                | + 13 min 44 s          |

| Classement par équipes | Classement par équipes | Classement par équipes | Classement par équipes |
| Équipe                 | Équipe                 | Pays                   | Temps                  |
| ---------------------- | ---------------------- | ---------------------- | ---------------------- |
| 1re                    | Banesto                | Espagne                | 234 h 31 min 02 s      |
| 2e                     | ONCE-Deutsche Bank     | Espagne                | + 6 min 11 s           |
| 3e                     | Festina-Lotus          | France                 | + 13 min 17 s          |
| 4e                     | Mapei-Quick Step       | Belgique               | + 13 min 31 s          |
| 5e                     | Kelme-Costa Blanca     | Espagne                | + 13 min 44 s          |